# Суперкубок Мальти з футболу 2006
Суперкубок Мальти з футболу 2006  — 22-й розіграш турніру. Матч відбувся 11 серпня 2006 року між чемпіоном Мальти клубом Біркіркара та володарем кубка Мальти клубом Гіберніанс.
| Володар Суперкубка Мальти 2006 |
| ------------------------------ |
|                                |
| Біркіркара П'ятий титул        |

## Матч

### Деталі
| 11 серпня 2006 |

| Біркіркара          | 2:1 | Гіберніанс |
| ------------------- | --- | ---------- |
| Каласкіоне Д.Малліа |     | Доффо      |

| Національний стадіон, Та-Калі |